# 福間香奈
福間 香奈（ふくま かな、旧姓表記では里見 香奈〈さとみ かな〉、1992年3月2日 - ）は、日本将棋連盟（関西本部）所属の女流棋士。森雞二九段門下。女流棋士番号は33（2011年3月31日までの旧番号は57）。島根県出雲市出身。島根県立大社高等学校卒業。結婚を機に2024年から福間姓で活動。同じく女流棋士の川又咲紀は実妹。

## 棋歴

### 女流プロになるまで
父と後に小学生将棋名人戦の県代表となる兄が将棋を指しているのに興味を持ち、5歳ごろから将棋を教わり、6歳で島根棋道会支部に通い始めた。5歳下の妹の咲紀も後に女流棋士となった。
2002年、小学5年生のときにアマ女王戦A級で優勝。本来は挑戦棋戦であるが、前アマ女王貞升南が女流育成会Aクラスに入り出場資格がなくなったため、アマ女王にそのまま就位した。
2003年、第28回小学生将棋名人戦でベスト8に進出。女流アマ代表2人のうちのひとりとして、レディースオープン・トーナメント2003に出場するも、初戦で藤田綾に敗れる。アマ女王戦では、挑戦者石内奈々絵に2連敗で失冠。
2003年後期（10月）に女流育成会入会。この期から育成会の制度が変わり、A級・B級の2部制から全育成会員との総当たりになったが、2期連続で1位の成績となり、中学1年生（12歳6か月、2004年10月当時、史上4番目の年少記録）にして2004年10月1日付で女流棋士（女流2級）となる資格を得る。2003年後期以降の制度での2期での育成会卒業は史上最短（理論上でも最短）。育成会の2003年後期以降の制度での2期抜けは里見と室田伊緒の2人のみで、里見は2003年後期以降の制度で、2期とも1位で通過した唯一の女流棋士である。

### 女流プロ入り後
2004年10月1日付で女流2級としてプロ入り。
2005年度（2005年4月1日から2006年3月31日）に行われた第33期女流名人位戦予選を通過して、2006年度の第33期女流名人位戦B級リーグへの昇格を決める。同じく2005年度に行われた第28期女流王将戦予選を勝ち抜いて本戦（トーナメント形式）入りし（第28期女流王将戦の本戦では、1回戦で鈴木環那女流1級に敗れる）、2005年度に、女流2級から女流1級への2つの昇級基準「女流名人位戦でB級リーグ昇格」ならびに「女流王将戦で本戦入り」を共に満たした。
2006年4月1日付で女流1級に昇級。同年、第2回きしろ杯争奪関西女流メイショウ戦で優勝し、優勝後の記念対局では、福崎文吾九段をあと一歩まで追い込む大健闘を見せたが、秒読みに追われて、7手詰めを見逃して敗れた。第33期女流名人位戦B級リーグで7勝2敗、頭ハネで2位の成績で、翌2007年度の第34期女流名人位戦A級リーグ昇格を決める。
同年、レディースオープン・トーナメント2006でトーナメントを勝ち上がり、2007年1月 - 2月に矢内理絵子女流名人と決勝三番勝負を戦った。○●（里見から見た勝敗）のフルセットで迎えた第三局（2月22日）に敗れ、準優勝に留まったが、当時の女流初段への昇段基準「レディースオープン・トーナメント 準優勝」を満たし、2007年2月22日付で女流初段に昇段した。本棋戦では、決勝三番勝負に進み、第1局で矢内を破った里見が史上最年少優勝記録を達成する可能性があったため、大きな注目を集めた。『将棋世界』誌は当時の様子を「羽生七冠フィーバーに次ぐ盛り上がり」と記した。
同じく2007年、第29期女流王将戦で、予選を通過し、本戦で斎田晴子倉敷藤花、石橋幸緒女流四段、矢内女流名人とタイトルホルダー2人、タイトル経験者1人を立て続けに破って、タイトル戦の挑戦者決定戦に初めて進むが、清水市代女流王位に敗れ、千葉涼子女流王将への挑戦権を逃す。同年9月28日、第15期倉敷藤花戦の挑戦者決定戦でも清水に敗れ、斎田倉敷藤花への挑戦権を逃す。倉敷藤花戦挑決で敗れた里見が、感想戦の最中に号泣を始め、泣き止まない里見の様子に対局相手の清水や関係者が困惑し、清水が「感想戦はもうやめましょうか」と提案したものの、里見が感想戦を最後まで続けたことを、現場を見ていた観戦記者の津江章二が記している。
同年、一般棋戦公式戦に女性として史上最年少で出場する記録を作る（15歳、第37期新人王戦 U-26、2007年10月8日現在）。また、エキシビションで、持ち時間のハンデ（山崎は初手から持ち時間一手20秒、里見は持ち時間10分 切れたら一手30秒）はあったものの、山崎隆之七段を平手で破った（2007年3月31日、キラリっ娘ファンフェスタ'07 スペシャルマッチ）。11月11日、第1回世田谷花みず木女流オープン戦優勝（非公式戦）。

### タイトル獲得
2008年9月29日、第16期倉敷藤花戦の挑戦者決定戦で甲斐智美女流二段を破り、初のタイトル挑戦を決め、「タイトル挑戦」の規定を満たし、2008年9月29日付で女流二段に昇段した。清水倉敷藤花との三番勝負では、第1局（11月6日）第2局（11月23日）で連勝し、林葉直子、中井広恵に続く史上3番目の若さの16歳8か月で初タイトルの倉敷藤花に輝き、「タイトル1期」の規定を満たして、翌2009年4月1日付で女流三段に昇段した。連盟関西本部に所属する女流棋士のタイトル獲得は史上初であった。
2009年1月9日、第40期新人王戦で稲葉陽四段を破り、「女流棋士が公式戦で男性棋士を破る史上最年少記録」を大幅に更新（16歳10か月）。また、男性棋士との公式戦2戦目での勝利は、当時の最速記録である。里見は、同年、『将棋世界』2009年10月号掲載の若手実力派の村山慈明五段との平手対局で勝利を収めている。
同年11月22日、第17期倉敷藤花戦で中村真梨花女流二段の挑戦を退けてタイトル初防衛。
同年、第36期女流名人位戦A級リーグ戦にて7勝2敗の成績で千葉涼子女流三段、岩根忍女流二段と1位で並び、3人によるプレーオフの末、挑戦権を得る（12月10日）。清水女流名人との五番勝負では清水に第1局(1月24日）、第2局（1月31日）、第3局（2月10日）までで3連勝し、史上3番目の若さ（17歳11か月）で女流名人を奪取し、十代では史上2人目、林葉直子（15歳0か月）に次ぐ若さで女流二冠となり、「タイトル3期」（女流名人1期、倉敷藤花2期）の規定を満たし、2010年2月12日付で女流四段に昇段。同年、第60回NHK杯将棋トーナメントに初出場。初戦で小林裕士六段に敗れる。一方、『将棋世界』2010年10月号掲載の「里見香奈 試練の三番勝負!」で橋本崇載七段に勝利した。
同年9月30日、第32期霧島酒造杯女流王将戦の挑戦者決定戦で上田初美女流二段を下して挑戦権を得る。清水女流王将との三番勝負では、10月28日に行われた第2局、第3局を連勝したことで2勝1敗と勝ち越し、女流王将を奪取し、18歳7か月で、史上3人目・史上最年少の女流三冠となる。それまでの女流三冠最年少記録は、1994年に清水が達成した26歳0か月であった。同年11月3日、第18期倉敷藤花戦で岩根女流二段の挑戦を退け3連覇。

### 奨励会員
2011年2月15日、第37期女流名人位戦で清水女流六段の挑戦を退け2連覇。同年3月20日、第4回大和証券杯ネット将棋・女流最強戦の決勝戦で中井女流六段に敗れ準優勝。同年、第22期女流王位戦で白組優勝（5戦全勝）するも、4月1日の挑戦者決定戦で紅組優勝の清水女流六段に敗れ、甲斐智美女流王位への挑戦権を逃す。
同年5月に奨励会「編入」試験を受験した。初戦で加藤桃子2級（平手後手番）に敗れたが、残る2局で伊藤沙恵2級（平手後手番）、西山朋佳4級（里見香落）に連勝し、5月21日に奨励会1級での奨励会入会を決めた。これに伴い、女流枠での男性参加棋戦への出場はできなくなった。
同年10月18日、第33期女流王将戦で石橋女流四段の挑戦を退け初防衛。この結果、「タイトル通算7期」（女流名人2期、女流王将2期、倉敷藤花3期）の規定を満たし、2011年10月18日付で女流五段へ昇段。19歳7か月での女流五段は史上最年少。同年11月27日、第19期倉敷藤花戦で清水女流六段の挑戦を退け4連覇。
2012年1月7日の関西奨励会の例会で、「12勝4敗」の、1級から初段への昇段規定を満たし、奨励会初段に昇段した。初段となった女性奨励会員は、現行規定では里見が最初である。女性初の奨励会初段を達成した里見には、報奨金（100万円）が贈呈された。
2012年2月15日、第38期女流名人位戦で清水女流六段の挑戦を退け3連覇。十代女流棋士の女流名人3連覇は、林葉直子が1982年度 - 1984年度に達成して以来、史上2人目、30年ぶりの記録。
同年3月20日、地元の島根県出雲市で、里見の後援会が発足し、出雲市役所内のホールで設立総会を開いた。発足時の会員は、地元将棋ファンや、里見の母校・島根県立大社高等学校OBら279人。後援会事務所は日本将棋連盟出雲市役所支部に置かれる。

### 女流四冠とクイーン称号獲得
同年の第23期女流王位戦で挑戦権を得る。甲斐女流王位との五番勝負で、4月26日の第1局、5月8日の第2局、5月23日の第3局を3連勝して女流王位を奪取し、20歳2か月で、清水市代に次いで史上2人目・史上最年少の女流四冠となる。それまでの女流四冠最年少記録は、1996年に清水が達成した27歳5か月であった。
同年9月3日、第2期女流王座戦の挑戦者決定戦で本田小百合女流二段に敗れ、加藤桃子女流王座（奨励会1級）への挑戦権を逃す。
同年10月12日、第34期女流王将戦で中村真梨花女流二段を2-1で退けタイトルを防衛した。
同年11月23日、第20期倉敷藤花戦で矢内理絵子女流四段を2連勝で退け、5連覇。通算5期獲得によりクイーン倉敷藤花の称号を得た。
2013年2月27日、第39期女流名人位戦で上田初美女王を退け、4連覇。里見の防衛戦としては初となるタイトルホルダー同士の戦いは、五番勝負の最終局までもつれ込む好勝負となった。タイトルを防衛した第5局は、女流棋戦としては初めて将棋大賞の名局賞特別賞を授与された。

### 史上初の女流五冠と奨励会三段昇段
同年3月4日、第6期マイナビ女子オープン挑戦者決定戦に勝利し、上田初美女王への挑戦権を得た。直前の女流名人位戦と同じく上田－里見対決となったマイナビ女子オープン五番勝負は、4月3日の第1局、4月16日の第2局、5月1日の第3局を3連勝して女王を奪取。史上初の女流五冠になった。
同年6月17日、第24期女流王位戦第5局で挑戦者の甲斐智美女流四段に敗れ、女流王位を失い、女流四冠に後退した。これまで初のタイトル挑戦から一度も敗退することなく14度奪取・防衛が続いていたものの、ここで連続が途絶えた。
同年10月23日に女流王将を香川愛生に、同年11月24日に倉敷藤花を甲斐智美に奪われ、女流二冠に後退。しかしその後の同年12月13日、女流王座戦第4局にて加藤桃子から女流王座を奪取して女流三冠に復帰すると同時に、女流タイトルが6つとなってから初めて「6タイトルすべてに在位を経験」を達成した女流棋士となった。
2014年2月9日、第40期女流名人位戦で中村真梨花女流二段を3連勝で退け、5連覇。通算5期獲得によりクイーン名人の称号を得た。
奨励会員としては、2013年7月29日の関西奨励会例会にて昇段規定（12勝4敗）を満たし、女性初の奨励会二段に昇段した。さらに同年12月23日、関西奨励会例会にて昇段規定（12勝4敗）を満たし、奨励会三段に昇段。自身の持つ女性の最高段級位を更新した。2014年4月から始まる第55回奨励会三段リーグに、女性として初めて参加することとなった。

### 休場と復帰、三段リーグ参戦、奨励会退会
2014年2月14日、女流王位戦挑戦者決定リーグ4回戦（対中村桃子女流初段）を体調不良で不戦敗となる。2月27日、体調不良を理由に3月1日 - 8月31日までの半年間の休場届が将棋連盟役員会に受理された。これにより第55回奨励会三段リーグは休場となった。また女流棋戦は、第7期マイナビ女子オープンの防衛戦のみ限定出場し、すでに3勝をあげリーグ残留が決定している第25期女流王位戦挑戦者決定リーグの残り1局（清水とのリーグ戦優勝決定戦となるはずだった対局）と、第36期女流王将戦および第22期倉敷藤花戦は出場しないこととなった。
限定出場となった第7期マイナビ女子オープンでは、挑戦者の加藤桃子に1勝3敗で敗れ、再び女流二冠に後退した。
同年8月29日には、引き続き9月1日 - 12月31日までの4か月間の休場届が役員会に受理された。休場延長に伴い在位中であった女流王座は、挑戦者決定戦に進出していた加藤桃子女王と西山朋佳奨励会初段による第4期女流王座戦五番勝負が行われることとなり失冠、第26期女流王位戦挑戦者決定リーグは、休場中の対局が不戦敗扱いとなった。また第56回奨励会三段リーグも引き続き休場した。
同年11月、翌2015年1月より女流棋戦に復帰する旨を発表。第57期奨励会三段リーグは引き続き休場する。
2015年1月8日、第26期女流王位戦挑戦者決定リーグ戦（対中井広恵女流六段）にて女流棋戦に復帰。同年2月8日、第41期女流名人戦（対清水市代女流六段）を3連勝で防衛し、同棋戦史上初の6連覇を達成した。また同年5月27日、第26期女流王位戦で甲斐智美に3連勝し、3期ぶりに女流王位を奪取した。
同年8月1日、マイナビ女子オープン一斉予選第1局で、中井の持つ公式女流棋戦最多連勝記録に並ぶ19連勝を達成、同日行われた第2局も勝利し、最多連勝記録を更新。（その後も1勝を追加したが、9月1日の女流王座戦本戦で伊藤沙恵女流初段に敗れ、連勝記録は21勝となった。）
同年8月25日、第58回奨励会三段リーグに参戦する旨が発表された。同リーグは10月3日にスタートしたが、女流王将戦第1局と日程が重なったため、里見の対局のみ10月12日に延期となった。11月3日の午前対局で勝ち、リーグ3戦目で女性初の三段リーグ勝利をあげた。
同年10月13日、第37期女流王将戦を2連勝し、香川愛生から女流王将を奪還。また11月23日には第23期倉敷藤花戦を2連勝し、甲斐智美から倉敷藤花を奪還、2期ぶりに女流四冠に返り咲いた。同時に女流タイトルの獲得数は中井を抜き、単独2位の通算20期となった。
2016年度、女流王位戦は挑戦者の岩根忍に3連勝でタイトルを防衛。女流王将戦では挑戦者の香川愛生に2連勝し、通算5期獲得によりクイーン王将の称号を得た。倉敷藤花戦も室谷由紀の挑戦を2勝1敗で退けた。11月25日、第6期女流王座戦を3連勝し、加藤桃子から女流王座を奪還。3年5か月ぶりに女流五冠となり、女流六冠制覇まであと1つとする。残るタイトルは加藤が保持する女王（マイナビ女子オープン）のみとなった。その後の第43期女流名人戦では、上田初美に2連敗してカド番に追い込まれながらもその後3連勝で防衛（2017年2月22日）。しかし、6日後の2月28日、マイナビ女子オープンの挑戦者決定戦でその上田に逆転負けを喫し、あと一歩で女王挑戦を逃した。
2018年2月18日、26歳の年齢制限を迎える第62回奨励会三段リーグ（18局）で、16回戦終了時点で9敗目を喫したことで勝ち越しによる在籍期間延長が不可能となり、同期限りでの奨励会退会が決まった。同年3月4日の三段リーグ最終日をもって奨励会を退会した里見の、最後の三段リーグの成績は7勝11敗であった。里見は第58期から第62期まで三段リーグに5期参加したが、勝ち越しの成績を挙げた期はなかった。

### クイーン四冠と史上初の女流六冠
奨励会退会決定後初めて公の場に姿を現した第43期女流名人戦就位式では、退会に際しての心境を告白。女流棋士として普及活動やイベントへの参加に力を入れていきたいとする考えを述べ、プロ編入試験を利用して棋士を目指すことについては「奨励会在籍時も退会した現在も考えたことはない」とした。
2018年度は、6月13日に奨励会退会後初のタイトル戦となった第29期女流王位戦にて挑戦者の渡部愛に1勝3敗で敗れ、女流四冠に後退した。番勝負に敗れての里見の失冠は2014年のマイナビ女子オープン以来4年ぶり。一方、
女流王将、女流王座、倉敷藤花はいずれも防衛を果たし、2019年2月18日には女流名人戦で挑戦者の伊藤沙恵を3勝1敗で退けて女流名人10連覇を達成し、女流タイトル戦の連続在位記録としては女流王将10連覇の林葉直子と並び史上1位タイとなった。
2019年度は、第12期マイナビ女子オープンで西山朋佳に挑戦するも、1勝3敗で敗退。里見がタイトル戦で挑戦者として敗退したのはこれが最初であった。第30期女流王位戦で渡部愛に挑戦し、3勝1敗で女流王位を奪還して女流五冠に復帰し、通算5期獲得によりクイーン王位の称号を得た。
2019年6月28日、第91期棋聖戦（男性棋戦）1次予選で都成竜馬に勝ち、男性棋戦での連勝を4とし、男性棋戦での女流棋士の連勝記録を更新した。
女流タイトル戦として新設された第1期ヒューリック杯清麗戦で、予選・本戦を勝ち抜き、決勝に進出。里見と同じく決勝進出者となった甲斐智美との五番勝負は、里見が3連勝のストレート勝ちで初代清麗に輝くとともに、史上初の女流六冠を達成した。
女流七冠（全冠独占）まで残るは女王のタイトルとなるも、第13期マイナビ女子オープン本戦トーナメント1回戦で伊藤沙恵に敗れて2020年度の女流七冠がなくなり、第41期女流王将戦と第9期女流王座戦では、いずれも挑戦者となった西山朋佳に敗れ、女流四冠に後退した。
2020年2月11日、第46期岡田美術館杯女流名人戦五番勝負では、里見女流名人が谷口女流三段を3連勝で下して防衛を決め、11期連続での女流名人となった。同一タイトル戦11連覇は林葉直子の女流王将戦10連覇を抜き、歴代1位となった。同年4月1日付けで女流六段に昇段した。
2021年2月7日、加藤桃子女流三段を挑戦者に迎えた第47期女流名人戦は3連勝で加藤を下し、12期連続での防衛を果たすとともに、自身の持つ女流タイトル戦連続制覇記録を更新した。また、獲得した女流タイトル戦が通算43期となり、清水市代女流七段と並んで歴代1位タイとなった。
2021年6月2日、第32期女流王位戦五番勝負で挑戦者の山根ことみ女流二段を3連勝で下して防衛を果たした。これによって獲得女流タイトル数が歴代単独1位の通算44期となり、新記録更新となった。

### 女性初の棋士編入試験受験と不合格
| 対局日                  | 対局日   | 棋戦   | 対局相手 / 勝敗 | 対局相手 / 勝敗 | 対局相手 / 勝敗 |
| ----------------------- | -------- | ------ | --------------- | --------------- | --------------- |
| 2021年                  | 7月20日  | 青流戦 | 冨田誠也        | 四段            | ●               |
|                         |          |        |                 |                 |                 |
| 2021年                  | 07月23日 | 王位戦 | 黒田尭之        | 五段            | ○               |
| 2021年                  | 09月01日 | 王位戦 | 村田顕弘        | 六段            | ●               |
| 2021年                  | 09月30日 | 王座戦 | 山本真也        | 六段            | ○               |
| 2021年                  | 10月16日 | 王座戦 | 高田明浩        | 四段            | ○               |
| 2021年                  | 11月26日 | 銀河戦 | 本田奎          | 五段            | ○               |
| 2021年                  | 11月26日 | 銀河戦 | 西川和宏        | 六段            | ○               |
| 2021年                  | 12月16日 | 王座戦 | 星野良生        | 五段            | ●               |
| 2021年                  | 12月21日 | 銀河戦 | 佐々木大地      | 五段            | ●               |
| 2021年                  | 12月24日 | 竜王戦 | 狩山幹生        | 四段            | ●               |
| 2022年                  | 01月11日 | 棋王戦 | 浦野真彦        | 八段            | ○               |
| 2022年                  | 02月11日 | 棋王戦 | 澤田真吾        | 七段            | ○               |
| 2022年                  | 04月01日 | 棋王戦 | 池永天志        | 五段            | ○               |
| 2022年                  | 05月06日 | 棋王戦 | 冨田誠也        | 四段            | ○               |
| 2022年                  | 05月27日 | 棋王戦 | 古森悠太        | 五段            | ○               |
| ( 10勝4敗 / 勝率0.714 ) |          |        |                 |                 |                 |

2022年、女流棋士枠で出場した第48期棋王戦では予選を勝ち進み、予選決勝へと進出。時期を同じくして他のプロ公式戦の対局でも星を集め、予選決勝の古森悠太五段との対局は「女性初のタイトル棋戦本戦出場」と「女性初のプロ編入試験受験資格の獲得」の2つがかかった大一番となった。
5月27日に行われた対局の様子はABEMAで生中継され、99手で里見が勝利し上述の2つを共に達成した。
6月24日付で棋士編入試験受験申し込みが受理された。制度化以降では3人目の編入試験であり、女性受験者は初となる。里見の編入試験は棋士番号328-332番の5名の試験官により、8月18日から1ヶ月に1対局のペースで実施される。
里見は編入試験と併せてタイトル戦が立て続けに行なわれる日程を抱えており、試験直前まで行なわれタイトルを奪取した清麗戦のほかに、保持する女流タイトル5冠のうちの3つの防衛戦（女流王座・女流王将・倉敷藤花）および挑戦者に決まった白玲戦の合わせて4つの女流タイトル戦と並行しながら棋士編入試験に挑むことになった。
| 対局日 (2022年)                     | 試験官 (棋士番号)  | 対局結果    | 対局結果 | 備考                     |
| ----------------------------------- | ------------------ | ----------- | -------- | ------------------------ |
| 08月18日                            | 徳田拳士 四段(332) | 里見の負け● | 後手△    | 振り駒（以降の先後交互） |
| 09月22日                            | 岡部怜央 四段(331) | 里見の負け● | 先手▲    |                          |
| 10月13日                            | 狩山幹生 四段(330) | 里見の負け● | 後手△    | 0勝3敗 / 不合格          |
| 11月00日                            | 横山友紀 四段(329) | -           | 先手▲    | （実施されず）           |
| 12月00日                            | 高田明浩 四段(328) | -           | 後手△    | （実施されず）           |
| 里見香奈 女流五冠 成績0勝3敗/不合格 |                    |             |          |                          |

棋士編入試験は0勝3敗の成績で初の不合格者となった。
試験後には受験資格を得た対局の次以降の対局で改めて要件を満たせば、棋士編入試験の再受験は可能となることが確認された。
編入試験の資格を得ていた里見は、第48期棋王戦において前述のとおり挑戦者決定トーナメント（本戦）に女流棋士として初めて進出しており、本戦で2勝し準々決勝に進出すると、「所定の成績」（棋王戦では挑戦者決定トーナメントのベスト8）という編入試験の資格要件を重ねて満たす状況だったが、本戦1回戦で阿久津主税に敗れ、この時点での新たな編入試験資格獲得は叶わなかった。

### 二度目の女流六冠以降
2022年10月21日、第2期白玲戦において第7局までのフルセットの末、西山朋佳に勝利し白玲位を初奪取。白玲戦創設後、初の「女流タイトル生涯グランドスラム」（女流全8タイトルの1回以上の在位）を達成すると同時に女流六冠に復帰した。
しかし、女流六冠復帰から7日後、2022年10月28日に行なわれた第44期女流王将戦で、前週と同じ相手の西山に女流王将を失冠し再び女流五冠に後退となる。
2023年10月28日、第3期白玲戦において第7局までのフルセットの末、リターンマッチとなる西山朋佳を相手に白玲を失冠、8度目の女流四冠となる。
同年に行われた「王位・女流王位記念対局」で、平手で持ち時間は王位10分、女流王位60分のハンディ戦であったものの、八冠を保持する藤井聡太に勝利した。
2024年1月1日、2023年中に結婚したこと、2024年以降は福間姓での活動となることを日本将棋連盟を通して公表。相手は元奨励会三段、結婚時期は2023年5月で、本人によると「タイトル戦や対局に影響が出ないように公表しませんでした」。
2024年2月25日、第50期女流名人戦第4局で西山朋佳女流名人を対戦成績3勝1敗で破り、3期ぶりにタイトルを奪還。五冠に復帰して自身の持つ女流タイトル通算獲得記録を57期に伸ばした。
2024年5月23日、第35期女流王位戦第3局で挑戦者・加藤桃子を3勝0敗で退けタイトル防衛。通算タイトル獲得記録を58期に更新。
2024年8月20日、第6期清麗戦第4局で挑戦者・加藤桃子を3勝1敗で退けタイトル防衛。タイトル清麗の通算5期獲得により初の「クイーン清麗」資格を獲得し、女流史上初の「クイーン6冠」を達成。また、自身の通算タイトル獲得記録を59期に更新した。
同年8月29日、福間は日本将棋連盟を通じて自身の懐妊を公表。また、同年10月4日には、産休として2024年11月17日から翌2025年2月12日までの期間を休場することを公表した。福間の休場届を受けた日本将棋連盟は、福間の防衛戦となる第14期女流王座戦（例年、10月から12月にかけて実施）の日程変更を公表し、五番勝負第1局を2024年10月に行ない、第2局以降を福間の休場明けとなる翌2025年2月以降に延期することとした。同じくタイトル戦日程が福間の休場期間と重なる第32期倉敷藤花戦、第51期女流名人戦についても、福間の休場明け以降に日程開始を遅らせる決定がされた。このように福間の懐妊・休場予定に対応する形で福間の防衛戦となるタイトル戦については日程等の変更が行われた一方、福間のタイトル挑戦がかかる番勝負においては予定通りの棋戦進行となり、第4期白玲戦（第5局、第6局、いずれも10月実施）、第46期女流王将戦（第2局、第3局、いずれも10月実施）の4局が福間の体調不良による不戦敗扱いの対局となり、白玲戦は2勝4敗（うち不戦敗2）、女流王将戦は1勝2敗（うち不戦敗2）で、いずれも挑戦敗退となった。
2025年2月14日に公式戦に復帰すると、そのまま11連勝を記録。延期されていた3つのタイトル戦全てを防衛し、倉敷藤花戦では節目となる10連覇（通算15期）を達成した。

## 棋風
振り飛車党である。公式対局の大半で振り飛車を指し、特に中飛車を採用することが多い。終盤での鋭さから、「出雲のイナズマ」というキャッチフレーズで知られる。

## 人物
- 幼少時に高橋和から受けた「毎日詰将棋を解くとよい」とのアドバイスを、女流プロとなった現在でも実践している[84]。
- 豊島将之がインタビュー内で努力型棋士として里見の名前を挙げている。「ご飯を食べているときに盤を出されたのは、過去をさかのぼってみても三浦弘行先生と里見さんしかいないです（笑）」と過去に将棋を指していた時期のエピソードも披露している[85]。
- 中学時代、週刊少年ジャンプ連載マンガ『ろくでなしBLUES』を愛読していた[86]。
- 中学時代、すでに女流棋士になっていたが、体を鍛える目的もあって卓球部に所属。3年生のときには県大会にも出場[87]。（本人は「まぐれで勝てた」と語っている[87]。）
- 「真面目でストイックな印象が強いが、すごくお茶目で明るくて、気さく。よく笑うし冗談も言う。」「いつもまっすぐで、等身大で生きている。」とマイナビ出版将棋編集者が語っている[88]。
- 父親の影響で劇画『空手バカ一代』を愛読しだしたことで、空手道・キックボクシングで一時代を築いた山崎照朝の熱狂的ファンになり、20歳で女流王位を獲得した里見は山崎と念願の対面を果たした[89]。
- 女流棋士の川又咲紀は妹。
- 夫の福間健太は奨励会元三段で、ネット将棋教室を開いて講師を務めている[90]。夫・健太の兄、福間貴斗は奨励会元二段で、大阪で将棋バー「ルゥク」を経営している[91]。

## ブログ
- 「キラリっ娘のそよ風日記」（キラリっこのそよかぜにっき）というタイトルで、2010年5月15日まで4年間ブログを公開していた[92]。執筆者は里見のほか、関西将棋連盟所属の女流棋士である井道千尋（後に東京に移籍）、室田伊緒の3人での共同執筆。
- 村田智穂と岩根忍の「お気楽コンビ」が活動を休止し、2006年5月にこれを引き継ぐ形で3人によるブログが開始された（同年4月の 「お気楽コンビ」ラストライブ でゲスト出演した里見と室田が、活動を引き継ぐと発表している）。
- ブログ名は活動発表後に公募され、いくつかの案を合体させてこの名称になった。また、共同執筆の3人を「キラリっ娘」と呼ぶことも多い。
- 上記の通り2010年5月15日で共同ブログの更新を終了。その後里見は Kana Log オフィシャルブログ を開設してブログ執筆を続けていたが、同年10月に更新を停止。その後は、駒桜（日本将棋連盟女流棋士会によるファンクラブ、2015年3月末で解散）でブログを続けた。

## 昇段・昇級履歴

### 女流
- 2003年10月00日 - 女流育成会入会
- 2004年10月01日 - 女流2級 = 女流プロ入り[93]
- 2006年04月01日 - 女流1級（女流名人位戦B級入り・女流王将戦本戦入り）[9]
- 2007年02月22日 - 女流初段（レディースオープン・トーナメント準優勝）[10]
- 2008年09月29日 - 女流二段（タイトル挑戦 = 第16期倉敷藤花挑戦）[15]
- 2009年04月01日 - 女流三段（タイトル1期 = 第16期倉敷藤花獲得）[18]
- 2010年02月10日 - 女流四段（タイトル3期 = 第36期女流名人獲得）[22]

（ 2011年05月21日 - 奨励会入会、女流棋士かつ奨励会員となる ）
- 2011年10月18日 - 女流五段（タイトル7期 = 第33期女流王将獲得）[32]

（ 2018年03月31日 - 奨励会退会 ）
- 2020年04月01日 - 女流六段（「類いまれなる成績」による）[62]

### 奨励会
- 2011年05月21日 - 1級（奨励会入会）
- 2012年01月07日 - 初段（12勝4敗）
- 2013年07月29日 - 二段（12勝4敗）
- 2013年12月23日 - 三段（12勝3敗）
- 2018年03月31日 - 奨励会退会（26歳の年齢制限を迎えたことにより）

## タイトル・受賞歴
色付きは現在在位。
詳細は末尾の年表 を参照。
他の女流棋士との比較は、棋戦 (将棋)#女流タイトル 、および、将棋の女流タイトル在位者一覧 を参照。
| タイトル | 番勝負           | 獲得年度                     | 登場 | 獲得期数         | 連覇               | クイーン称号     |
| 白玲 | 七番勝負 9-11月  | 2022                         | 3回  | 1期              | －                 |                  |
| 清麗 | 五番勝負 8-9月   | 2019-2020 , 2022-2024        | 6回  | 5期 （歴代1位）  | 3連覇 （歴代1位）  | クイーン清麗     |
| 女王 | 五番勝負 4-5月   | 2013 , 2025                  | 5回  | 2期              | －                 |                  |
| 女流王座 | 五番勝負 10-12月 | 2013 , 2016-2018 , 2021-2024 | 10回 | 8期 （歴代1位）  | 4連覇 （歴代1位）  | クイーン王座     |
| 女流名人 | 五番勝負 1-2月   | 2009-2020、2023-2024         | 15回 | 14期 （歴代1位） | 12連覇 （歴代1位） | クイーン名人     |
| 女流王位 | 五番勝負 4-6月   | 2012 , 2015-2017 , 2019-2025 | 13回 | 11期             | 7連覇 （歴代2位）  | クイーン王位     |
| 女流王将 | 三番勝負 10月    | 2010-2012 , 2015-2018 , 2021 | 12回 | 8期              | 4連覇 （歴代2位）  | クイーン王将     |
| 倉敷藤花 | 三番勝負 11月    | 2008-2012 , 2015-2024        | 16回 | 15期 （歴代1位） | 10連覇 （歴代1位） | クイーン倉敷藤花 |
| 【 女流タイトル生涯全8冠制覇達成（2022、史上初=白玲獲得による） 】 【同一女流タイトル棋戦 通算15期獲得（2024、全8棋戦通じて最多）】 登場回数合計80回 = 歴代1位、 獲得合計64期 = 歴代1位 ※番勝負終了前は除く。第36期女流王位戦（2025年度）まで。 |                  |                              |      |                  |                    |                  |

| 01位 | 0 福間香奈*0 | 64期 | (80回) |
| 02位 | 0 清水市代*0 | 43期 | (71回) |
| 03位 | 0 中井広恵*0 | 19期 | (44回) |
| 04位 | 0 西山朋佳*0 | 18期 | (30回) |
| 05位 | 0 林葉直子00 | 15期 | (23回) |
|      | 0            |      |        |

| 6位  | 0 加藤桃子*   | 09期 | (23回) |
| 7位  | 0 甲斐智美    | 07期 | (14回) |
|      | 0 蛸島彰子    | 07期 | (11回) |
| 9位  | 0 矢内理絵子* | 06期 | (18回) |
| 10位 | 0 斎田晴子*   | 04期 | (12回) |
|      | 0 山下カズ子  | 04期 | (6回)  |

| 01位 | 0 福間香奈*0 | 64期 | (80回) |
| 02位 | 0 清水市代*0 | 43期 | (71回) |
| 03位 | 0 中井広恵*0 | 19期 | (44回) |
| 04位 | 0 西山朋佳*0 | 18期 | (30回) |
| 05位 | 0 林葉直子00 | 15期 | (23回) |
|      | 0            |      |        |

| 6位  | 0 加藤桃子*   | 09期 | (23回) |
| 7位  | 0 甲斐智美    | 07期 | (14回) |
|      | 0 蛸島彰子    | 07期 | (11回) |
| 9位  | 0 矢内理絵子* | 06期 | (18回) |
| 10位 | 0 斎田晴子*   | 04期 | (12回) |
|      | 0 山下カズ子  | 04期 | (6回)  |

- タイトル戦登場 （合計 80回）
  - ＿白玲＿ - 03回：0第2期〈2022年度〉-第4期〈2024年度〉
  - ＿清麗＿ - 06回：0第1期〈2019年度〉-第6期〈2024年度〉
  - ＿女王＿ - 05回：0第6期〈2013年度〉-第7期、12期、第15期〈2022年度〉、第18期〈2025年度〉
  - 女流王座 - 10回：0第3期〈2013年度〉、6-14期〈2024年度〉
  - 女流名人 - 15回：第36期〈2009年度〉-48期、50-51期〈2024年度〉
  - 女流王位 - 13回：第23期〈2012年度〉-24期、26-36期〈2025年度〉
  - 女流王将 - 12回：第32期〈2010年度〉-35期、37-41期、43-44期、46期〈2024年度〉
  - 倉敷藤花 - 16回：第16期〈2008年度〉-21期、23-32期〈2024年度〉

### 受賞歴
将棋大賞は末尾の年表を参照。
- 第15回（2006年度） - 関西囲碁将棋記者クラブ賞（関西将棋界での女性の受賞は初めて）
- 2007年3月 - 島根県文化活動特別奨励賞
- 2007年 - 女流王将戦 中戸賞奨励賞（2007年・2008年の女流王将戦で、女流王将獲得者以外の活躍者1名に与えられた賞）
- 2010年3月 - 島根県功労者表彰
- 第20回（2011年度） - 関西囲碁将棋記者クラブ賞（2回目)[94]
- 第21回（2012年度） - 関西囲碁将棋記者クラブ賞（3回目)
- 2013年　関西元気文化圏賞[95]
- 第22回（2013年度） - 関西囲碁将棋記者クラブ賞（4回目)
- 第24回（2015年度） - 関西囲碁将棋記者クラブ賞（5回目)
- 2020年3月 - 島根県民栄誉賞[96][97]
- 第33回（2025年度） - 関西囲碁将棋記者クラブ賞 特別賞[98]

## 年度別成績
| 年度             | 対局数 | 勝数 | 負数 | 勝率   | (出典)  |
| ---------------- | ------ | ---- | ---- | ------ | ------- |
| 2004年度         | 5      | 2    | 3    | 0.4000 | [ 99 ]  |
| 2005年度         | 16     | 10   | 6    | 0.6250 | [ 100 ] |
| 2006年度         | 23     | 18   | 5    | 0.7826 | [ 101 ] |
| 2007年度         | 22     | 13   | 9    | 0.5909 | [ 102 ] |
| 2008年度         | 23     | 17   | 6    | 0.7391 | [ 103 ] |
| 2009年度         | 22     | 16   | 6    | 0.7272 | [ 104 ] |
| 2010年度         | 27     | 23   | 4    | 0.8518 | [ 105 ] |
| 2004-2010 (小計) | 138    | 99   | 39   |        |         |
| 年度             | 対局数 | 勝数 | 負数 | 勝率   | (出典)  |
| 2011年度         | 23     | 18   | 5    | 0.7826 | [ 106 ] |
| 2012年度         | 24     | 19   | 5    | 0.7916 | [ 107 ] |
| 2013年度         | 31     | 20   | 11   | 0.6452 | [ 108 ] |
| 2014年度         | 13     | 9    | 4    | 0.6923 | [ 109 ] |
| 2015年度         | 28     | 24   | 4    | 0.8571 | [ 110 ] |
| 2016年度         | 26     | 22   | 4    | 0.8461 | [ 111 ] |
| 2017年度         | 20     | 15   | 5    | 0.7500 | [ 112 ] |
| 2018年度         | 27     | 23   | 4    | 0.8518 | [ 113 ] |
| 2019年度         | 30     | 18   | 12   | 0.6000 | [ 114 ] |
| 2020年度         | 35     | 28   | 7    | 0.8000 | [ 115 ] |
| 2011-2020 (小計) | 257    | 196  | 61   |        |         |
| 2004-2020 (累計) | 395    | 295  | 100  |        |         |
| 年度             | 対局数 | 勝数 | 負数 | 勝率   | (出典)  |
| 2021年度         | 50     | 40   | 10   | 0.8000 | [ 116 ] |
| 2022年度         | 47     | 32   | 15   | 0.6808 | [ 117 ] |
| 2023年度         | 47     | 32   | 15   | 0.6808 | [ 118 ] |
| 2024年度         | 43     | 33   | 10   | 0.7674 | [ 119 ] |
| 2021-2024 (小計) | 140    | 105  | 35   |        |         |
| 女流通算         | 581    | 434  | 147  | 0.7469 | [ 120 ] |
| 2024年度まで     |        |      |      |        |         |

- 女流通算400勝 - 2024年2月25日達成（通算400勝137敗・勝率0.7448、第50期女流名人戦五番勝負第4局、西山朋佳戦）[121][122]

| 年度             | 対局数 | 勝数 | 負数 | 勝率   | (出典)  |
| ---------------- | ------ | ---- | ---- | ------ | ------- |
| 2007年度         | 1      | 0    | 1    | 0.0000 | [ 123 ] |
| 2008年度         | 2      | 1    | 1    | 0.5000 | [ 126 ] |
| 2009年度         | 5      | 1    | 4    | 0.2000 | [ 127 ] |
| 2010年度         | 11     | 2    | 9    | 0.1818 | [ 128 ] |
| 2007-2010 (小計) | 19     | 4    | 15   |        |         |
| 年度             | 対局数 | 勝数 | 負数 | 勝率   | (出典)  |
| 2011年度         | 1      | 0    | 1    | 0.0000 | [ 129 ] |
| 2012-2017        | -      | -    | -    | -.---- |         |
| 2018年度         | 15     | 7    | 8    | 0.4666 | [ 130 ] |
| 2019年度         | 24     | 12   | 12   | 0.5000 | [ 131 ] |
| 2020年度         | 13     | 6    | 7    | 0.4615 | [ 141 ] |
| 2011-2020 (小計) | 53     | 25   | 28   |        |         |
| 2007-2020 (累計) | 72     | 29   | 43   |        |         |
| 年度             | 対局数 | 勝数 | 負数 | 勝率   | (出典)  |
| 2021年度         | 16     | 9    | 7    | 0.5333 | [ 142 ] |
| 2022年度         | 20     | 10   | 10   | 0.5000 | [ 143 ] |
| 2023年度         | 14     | 6    | 8    | 0.4285 | [ 144 ] |
| 2024年度         | 8      | 4    | 4    | 0.5000 | [ 145 ] |
| 2021-2024 (小計) | 58     | 29   | 29   | 0.5000 |         |
| 男性棋戦 通算    | 130    | 58   | 72   | 0.4461 | [ 120 ] |
| 2024年度まで     |        |      |      |        |         |

## 年表
| - タイトル戦の欄の氏名は対戦相手（「挑」は相手が挑戦者）。 色付き のマス目は獲得（奪取または防衛）。 0Q のマス目はクイーン称号獲得。 0L はタイトル戦敗退(失冠)、 氏名の下は左から順に、o : 里見の勝ち / x : 里見の負け - 将棋大賞は、最女 : 最優秀女流棋士賞、女棋 : 女流棋士賞、名特 : 名局賞特別賞、女名 : 女流名局賞 |

| 年度 | タイトル | タイトル                   | タイトル                | タイトル                       | タイトル                    | タイトル              | タイトル                | タイトル                 | その他 優勝 | 将棋 大賞     | 備考 |
| 年度 | 女王 4-5月 | 女流王位 4-6月             | 清麗 8-9月              | 白玲 9-11月                    | 女流王将 10月               | 倉敷藤花 11月         | 女流王座 10-12月        | 女流名人 1-2月           | その他 優勝 | 将棋 大賞     | 備考 |
| 2004 | － | <第15期>                   | －                      | －                             | <第26期>                    | <第12期>              | －                      | <第31期>                 |             |               | ・女流プロ入り（女流2級）                                                                                       |
| 2005 | － |                            | －                      | －                             |                             |                       | －                      |                          |             |               | |
| 2006 | － |                            | －                      | －                             |                             |                       | －                      |                          |             | ・女棋        | |
| 2007 | － |                            | －                      | －                             |                             |                       | －                      |                          |             |               | |
| 2008 | <第1期> 0 |                            | －                      | －                             |                             | 清水市代 oo           | －                      |                          |             | ・女棋        | ・初の女流タイトル（倉敷藤花）                                                                                  |
| 2009 | |                            | －                      | －                             |                             | 挑/中村真梨花 oo      | －                      | 清水市代 ooo             |             | ・最女        | ・女流二冠（ = 女流名人位戦）                                                                                   |
| 2010 | |                            | －                      | －                             | 清水市代 xoo                | 挑/岩根忍 xoo         | －                      | 挑/清水市代 ooo          |             | ・最女        | ・史上最年少 女流三冠（ = 女流王将戦）                                                                          |
| 2011 | |                            | －                      | －                             | 挑/石橋幸緒 oo              | 挑/清水市代 oo        | <第1期> 0               | 挑/清水市代 xooo         |             | ・最女        | ・奨励会1級編入 ・奨励会初段昇段（女性では現行制度初）                                                          |
| 2012 | | 甲斐智美 ooo               | －                      | －                             | 挑/中村真梨花 xoo           | Q挑/矢内理絵子 oo     |                         | 挑/上田初美 oxoxo        |             | ・最女 ・名特 | ・史上最年少 女流四冠（ = 女流王位戦） ・クイーン倉敷藤花                                                       |
| 2013 | 上田初美 ooo | L挑/甲斐智美 oxoxx         | －                      | －                             | L挑/香川愛生 xox            | L挑/甲斐智美 oxx      | 加藤桃子 xooo           | Q挑/中村真梨花 ooo       |             | ・最女        | ・初の女流五冠（ = 女王） ・自身初のタイトル失冠（ = 女流王位） ・クイーン名人 ・奨励会二段、三段昇段（女性初） |
| 2014 | L挑/加藤桃子 xoxx                                                                                               |                            | －                      | －                             | － （休場）                 | － （休場）           | － （休場、失冠）       | 挑/清水市代 ooo          |             |               | ・4月 - 12月休場                                                                                                |
| 2015 | | 甲斐智美 ooo               | －                      | －                             | 香川愛生 oo                 | 甲斐智美 oo           |                         | 挑/清水市代 xooxo        |             | ・最女        | ・女流棋戦最多連勝更新（21連勝）                                                                                |
| 2016 | | 挑/岩根忍 ooo              | －                      | －                             | Q挑/香川愛生 oo             | 挑/室谷由紀 xoo       | 加藤桃子 ooo            | 挑/上田初美 xxooo        |             | ・最女 ・名特 | ・クイーン王将                                                                                                  |
| 2017 | | 挑/伊藤沙恵 oxoxo          | －                      | －                             | 挑/伊藤沙恵 oo              | 挑/伊藤沙恵 oo        | 挑/加藤桃子 xxooo       | 挑/伊藤沙恵 ooo          |             | ・最女        | ・奨励会退会 |
| 2018 | | L挑/渡部愛 xoxx            | －                      | －                             | 挑/加藤桃子 oo              | 挑/谷口由紀 oo        | 挑/清水市代 ooo         | 挑/伊藤沙恵 ooxo         |             | ・最女 ・女名 | |
| 2019 | L西山朋佳 xxox                                                                                                  | Q渡部愛 oxoo               | <第1期> 甲斐智美 ooo    | －                             | L挑/西山朋佳 xox            | 挑/伊藤沙恵 oxo       | L挑/西山朋佳 xoxx       | 挑/谷口由紀 ooo          |             | ・最女 ・女名 | ・クイーン王位 ・初の女流六冠（ = 清麗） ・女流タイトル11連覇（ = 女流名人）                                    |
| 2020 | | 挑/加藤桃子 ooo            | 挑/上田初美 ooxxo       | －                             |                             | 挑/中井広恵 oo        | L西山朋佳 xooxx         | 挑/加藤桃子 ooo          |             | ・最女 ・女名 | ・女流タイトル戦12連覇（ = 女流名人） ・女流タイトル通算獲得1位タイ（ = 女流名人）                              |
| 2021 | | 挑/山根ことみ ooo          | L挑/加藤桃子 xxoox      | <第1期> 0                      | 西山朋佳 oxo                | 挑/加藤桃子 oxo       | Q西山朋佳 ooo           | L挑/伊藤沙恵 xxox        |             | ・最女 ・女名 | ・女流タイトル通算獲得 1位（44期 = 女流王位） ・クイーン王座 = クイーン5冠（史上初）                            |
| 2022 | L西山朋佳 oxoxx                                                                                                 | 挑/西山朋佳 xooo           | 加藤桃子 ooo            | 西山朋佳 ooxxoxo               | L挑/西山朋佳 xox            | 挑/西山朋佳 oo        | 挑/加藤桃子 oxoxo       |                          |             | ・最女 ・女名 | ・棋士編入試験不合格（0勝3敗） ・2度目の女流六冠（ = 白玲） ・初のタイトル8種獲得                               |
| 2023 | | 挑/伊藤沙恵 xooo           | 挑/西山朋佳 oxoo        | L挑/西山朋佳 oxxxoox           |                             | 挑/西山朋佳 oo        | 挑/加藤桃子 ooxo        | 西山朋佳 ooxo            |             | ・最女 ・女名 | ・2024年1月、里見姓を福間姓に改姓 ・女流通算400勝                                                               |
| 2024 | | 挑/加藤桃子 ooo            | Q挑/加藤桃子 oxoo       | L西山朋佳 xooxxx (下線 不戦局) | L西山朋佳 oxx (下線 不戦局) | 挑/伊藤沙恵 oo        | 挑/西山朋佳 ooo         | 挑/西山朋佳 ooxxo        |             | ・最女 ・女名 | ・クイーン清麗 = クイーン6冠（史上初） ・女流タイトル通算59期（ = 女流王位） ・途中休場（2024年11月-2025年2月） |
| 2025 | (第18期) 西山朋佳 xoxoo                                                                                         | (第36期) 挑/伊藤沙恵 xooxo | (第7期) 挑/渡部愛 ----- | (第5期) A級リーグ              | (第47期) 本戦               | (第33期) 三番勝負 --- | (第15期) 五番勝負 ----- | (第52期) 五番勝負 ------ |             |               | ・3度目の女流六冠（ = 女王）                                                                                    |
| 年度 | 女王 4-5月 | 女流王位 4-6月             | 清麗 8-9月              | 白玲 9-11月                    | 女流王将 10月               | 倉敷藤花 11月         | 女流王座 10-12月        | 女流名人 1-2月           | その他 優勝 | 将棋 大賞     | 備考 |
| 合計 | 登場 5回 獲得 2期                                                                                               | 登場13回 獲得11期          | 登場 6回 獲得 5期       | 登場 3回 獲得 1期              | 登場12回 獲得 8期           | 登場16回 獲得15期     | 登場10回 獲得 8期       | 登場15回 獲得14期        |             |               | |
| 合計 | タイトル戦登場80回(歴代1位)、獲得合計64期(歴代1位) / 第36期女流王位戦（2025年度）終了まで（番勝負終了前は除く） |                            |                         |                                |                             |                       |                         |                          |             |               | |

## 著書
- 共著『イナズマ流次の一手200題』（森雞二と）日東書院本社、2009年
- フォトエッセー『好きな道なら楽しく歩け』双葉社、2010年
- 監修『いちばん勝てる将棋の本』日東書院本社、2010年
- 監修『シナモロールとはじめる子ども将棋入門』マイナビ出版、2020年
- 共著『里見香奈　イナズマの一手』（森雞二と）マイナビ出版、2020年

## メディア出演

### テレビ
- ザ!世界仰天ニュース（2009年3月4日、日本テレビ）- 女子校生SPに出演
- ふるさと発「ただ強くなりたい〜女流棋士 里見香奈の挑戦〜」（2009年3月13日、NHK＜中国地方向け（除く鳥取・山口）＞）- 制作：NHK松江放送局
- 決定!こども将棋名人（2009年5月30日、NHK教育）※聞き手
- NHKのど自慢（2010年5月9日、NHK総合・NHKラジオ第1）
- 情熱大陸（2013年6月2日、毎日放送）
- さんいんスペシャル「強さのその先へ～女流棋士 里見香奈～」（2022年3月4日、NHK＜島根県・鳥取県向け＞）[146]

### ラジオ
- ここはふるさと旅するラジオ・島根県(2010年4月21日、NHKラジオ第1・NHK-FM)

### その他コンテンツ
- 将棋レボリューション 激指16（2025年2月、マイナビ出版） - コンピュータ将棋ソフトウェア、西山朋佳と共演